# Yohana Aguilar
Yohana Gabriela Aguilar (Córdoba, provincia de Córdoba, Argentina, 20 de marzo de 1998) es una futbolista argentina de fútbol 5 adaptado. Juega como delantera en el Club Municipalidad y la selección argentina Las Murciélagas.
Fue campeona mundial del primer Mundial de fútbol para ciegas en 2023. Marcó los dos goles de Argentina en la final y fue la goleadora del torneo, con siete anotaciones.
También fue presidenta de la Federación Argentina de Deportes para Ciegos.

## Trayectoria
Aguilar se crio en barrio Argüello y comenzó a jugar al fútbol en 2017, luego de tener experiencias con la danza clásica y el patín artístico. También hizo atletismo, deporte en el que representó a la delegación olímpica argentina en los Juegos Parapanamericanos de 2015.
Dio sus primeros pasos en el fútbol en el Club Municipalidad y en 2019 tuvo la oportunidad de participar de un seleccionado mundial para un amistoso ante Japón. Con las Guerreras de Alta Córdoba fue campeona de la Liga Nacional de Fútbol para Ciegas en 2022 y 2024.
En 2024 fue distinguida como "personalidad destacada de Córdoba" y "joven destacada de Córdoba" por el Concejo Deliberante de la ciudad.

## Selección nacional
Yohana Aguilar es habitual integrante de la selección argentina Las Murciélagas. Consiguió el primer Mundial de Fútbol para Ciegas en 2023. Fue la goleadora del torneo y marcó ambos goles de la final en la que derrotaron a Japón por 2 a 1.
La selección estuvo conformada por diez futbolistas, de las cuales tanto Aguilar como otras cinco compañeras del Club Municipalidad, eran oriundas de Córdoba. Aguilar agradeció el apoyo económico del gobierno nacional y el gobierno municipal para poder disputar la competencia que tuvo a Argentina como la primera campeona de la historia.

## Clubes
| Club               | País      | Año             |
| ------------------ | --------- | --------------- |
| Club Municipalidad | Argentina | 2017 - presente |